# Cryptopus
Cryptopus – rodzaj roślin z rodziny storczykowatych (Orchidaceae). Rośliny z 4 gatunków z tego rodzaju występują na Madagaskarze, Mauritiusie oraz Reunion.

## Systematyka
Rodzaj sklasyfikowany do podplemienia Angraecinae w plemieniu Vandeae, podrodzina epidendronowe (Epidendroideae), rodzina storczykowate (Orchidaceae), rząd szparagowce (Asparagales) w obrębie roślin jednoliściennych.
Wykaz gatunków
- Cryptopus brachiatus H.Perrier
- Cryptopus dissectus (Bosser) Bosser
- Cryptopus elatus (Thouars) Lindl.
- Cryptopus paniculatus H.Perrier